# Neuville-près-Sées

Neuville-près-Sées este o comună în departamentul Orne, Franța. În 1 ianuarie 2018 avea o populație de 144 de locuitori.